# Tour della nazionale maschile di rugby a 15 della Scozia 1969
Il Tour della Nazionale di rugby a 15 della Scozia 1969 fu una serie di match di rugby disputati in Argentina dalla nazionale di rugby XV della Scozia nella sua prima visita in Argentina
Furono disputati due test match (una vittoria a testa), la cui ufficialità è riconosciuta solo dalla federazione argentina e non da quella scozzese

## Risultati
| Arbitro: | Eduardo Niño |

| |            | |
| c.p.: Cutler 2 Drop: Cutler | Marcatori  | mete: Murchie 2, Robertson Carmichael, Smith trasf.: Blaikie 2 |
| A. Pagano (cap.) J. Fiordalisi, G. Pimentel, R. Spagnol, V. Dobarro F. Forrester, M. Cutler C. Bori, N. Carbone, J. Borghi R. Sellarés, R. Castro H. Incola, J. Dumas, A. Orzábal. | Formazioni | C. Blaikie M. Smith, C. Rea, J. Murchie, A. Gill I. Robertson, D. Paterson J. Telfer (cap.), R. Arneil, W. Lauder G. Broen, P. Stagg A. Carmichael, F. Laidlaw, J. Mc Lauchlin. |

| Arbitro: | Bruno Bertelli |

| |            | |
| c.p.: Vera | Marcatori  | mete: Orr, Murchie trasf.: Blaikie c.p.: Blaikie |
| A. Rodríguez O. Oelschagler, R. Tarquini, J. Vera, C. Antoraz C. Navesi, L. Chacón, E. Vaca Narvaja J. Ghiringhelli, J. Constante R. Campra (cap.), M. Senatore R. Fariello, J. Fradua, G. Ribeca. | Formazioni | C. Blaikie M. Smith, A. Orr, I. Murchie, W. Steele B. Laidlaw, J. Ellis R. Arneil, J. Telfer (cap.), S. Carmichaci A. Mc Rarg, P. Stagg J. Mc Lauchlin, D. Deans, N. Suddon |

| Arbitro: | Ricardo Colombo |

| |            | |
| mete: Travaglini 2, Miguens trasf.: Harris-Smith c.p.: Harris-Smith Drop: Harris-Smith 2 | Marcatori  | mete: Smith |
| D. Morgan M. Pascual, A. Travaglini, A. Rodríguez Jurado, M. Walther T. Harris Smith, A. Etchegaray R. Loyola, H. Silva (cap.), H. Miguens A. Anthony, A. Otaño L. García Yáñez, R. Handley, M. Farina. | Formazioni | G. Blaikie M. Smith, D. Orr, Rr. Murchie, A. Gill I. Robertson, D. Paterson R. Arneil, J. Telfer (cap.), W. Lauder A. Mc Harg, P. Stagg A. Carmichael, F. Laidlaw, J. Mc Lauglan. |

| Arbitro: | Carlos Tozzi |

| |            | |
| c.p.: J. Seaton , R. Seaton Drop: | Marcatori  | mete: Orr, Steele, Paterson trasf.: Blaikie c.p.: Blaikie 2 |
| J. Seaton E. España, J. Beni, C. Blanco, A. Quetglas R. Villavicencio, O. Aletta J. Imhoff, M. Chesta, J. L. Imhoff R. Suárez, H. Suárez F. Lando, R. Seaton, S. Furno. | Formazioni | C. Blaikie E. Steele, M. Smith, J. Ellis, A. Orr B. Laidlaw, D. Paterson R. Arneil, J. Telfer, W. Lauder G. Brown, A. Moharg J. Mc Laughlam, D. Deans, N. Suddon. |

| Arbitro: | Eduardo Niño |

| |            | |
| mete: Martínez trasf.: Seaton | Marcatori  | mete: F. Laidlaw, Lauder c.p.: Blaikie |
| J. Seaton N. Pérez, C. Blanco, J. Benzi, J. Otaola C. Martínez, L. Gradin (cap.) H. Silveyra, M. Chesta, G. Anderson R. Suárez, L. Varela R. Casabal, C. Massabó, A. Abella. | Formazioni | C. Blaikie W. Steele, B. Laidlaw, C. Rea, A. Gill W. Mac Donald, D. Paterson R. Arneil (cap.), A. Carmichael, W. Lauder A. Mc Harg, P. Stagg J. Mc Lauchlan, F. Laidlaw, N. Suddon |

| Arbitro: | Carlos Tozzi |

| |            | |
| mete: Otaño | Marcatori  | mete: Carmichael c.p.: Blaikie |
| D. Morgan M. Pascual, A. Travaglini, J. Benzi, M. Walther T. Harris Smith, A. Etchegaray H. Miguens, H. Silva (cap.), R. Loyola A. Anthony, A. Otaño M. Farina, R. Handley, L. García Yáñez. | Formazioni | C. Blaikie M. Smith, R. Laidlaw, C. Rea, W. Steele I. Robertson, D. Paterson R. Arneil, J. Telfer (cap.), W. Lauder A. Mc Harg, P. Stagg S. Carmichael, F. Laidlaw, J. Mc Lauchlan |

## Match di contorno al primo test
| Arbitro: | César De Elizalde |

|                                                                |           |                                                |
| mete: Vera, Irazoqui Pasagna, Fariello trasf. Vera 4 c.p. Vera | Marcatori | mete: Orr, Bonner trasf. Bacot 2 c.p.: Bacot 3 |